# Zervreila
Zervreila (auch Zerfreila, Zafreila) war eine Besiedlung, die auf dem heutigen Gebiet der Gemeinde Vals im Surselva im Kanton Graubünden in der Schweiz lag. Sie lag auf einer Höhe von 1780 m ü. M.
Dokumentiert ist eine Besiedlung zwischen dem 14. Jahrhundert und dem 18. Jahrhundert. Seither fanden noch  Alpbestossungen statt.
1957 wurde Zervreila, bereits eine Wüstung, mit ihren Weilern Unterboden (Under Boda) und Oberboden (Ober Boda) im Rahmen des Baus der Staumauer des Zervreilasees überflutet.
Zervreila wurde dorthin verlegt, wo heute das Restaurant Zervreila steht (729106 / 159866), die Siedlung wurde aber nicht neu aufgebaut.